# Hanus við Høgadalsá
Hanus við Høgadalsá [hɛanʊs viː ˈhøadalsɔa] (* 8. März 1913 in Kaldbak, Färöer; † 6. Januar 1998 in Tórshavn) war ein färöischer Politiker und führender Mitbegründer der Republikaner (Tjóðveldisflokkurin).
Hanus war der Sohn von Sigga Súsanna Maria Elisabeth Fredrikka, geb. Bærentsen aus Sundi und Jákup Andrias Vang aus Kaldbak. Der Name „við Høgadalsá“ bedeutet „an dem Hochtalbach“ und bezieht sich auf einen Bach bei Kaldbak. Es ist eine typisch färöische Erscheinung, dass sich Menschen nach solchen Orten benennen und dann diesen Nachnamen weiter vererben. Verheiratet war Hanus mit Hanna, geb. Poulsen aus Kirkja. 
Hanus við Høgadalsá war 1948 zusammen mit Jákup í Jákupsstovu, Erlendur Patursson und Sigurð Joensen (und anderen) führender Mitbegründer der Republikaner. 1950–74 vertrat er seine Partei im färöischen Parlament, dem Løgting. 1949–60 und 1969–72 gehörte er auch dem Rat der Kommune Tórshavn an, deren Vorsitzender er 1970 war.